# Phantom Brickworks
Phantom Brickworks è il nono album in studio del produttore inglese Stephen Wilkinson, conosciuto con il nome d'arte Bibio. Pubblicato il 3 novembre 2017, è il suo sesto album con l'etichetta Warp Records e il suo primo disco interamente ambient. L'album è un insieme di composizioni improvvisate composte da semplici pianoforte, synth e loop di chitarra circondati da fischi e registrazioni sul campo. Rendendo le canzoni basate sul concetto che "i luoghi possono essere perseguitati dal significato", Wilkinson è andato mentalmente nei luoghi reali e in quelli fantasy quando produceva le tracce. L'album è stato ben accolto dai revisori, che lo hanno definito il disco più famoso di Bibio, ed è atterrato al numero 11 della lista dei migliori album del 2017 di Time Out New York.
I pezzi su Phantom Brickworks hanno dato a Wilkinson "un portale mentale in" ambientazioni reali e immaginarie. Ha realizzato l'LP basandosi sul concetto che "i luoghi possono essere perseguitati dal significato", il ragionamento, "gli esseri umani sono altamente sensibili alle atmosfere dei luoghi, che possono essere migliorati o drammaticamente modificati quando si impara a conoscere il contesto della loro storia". Le canzoni sono molto simili alle registrazioni di fenomeni vocali elettronici nel loro tentativo di registrare suoni di attività spettrale. La maggior parte dei titoli delle canzoni fa riferimento a parti del Regno Unito, come la traccia che prende il nome da Capel Celyn, una comunità di Gwynedd, nel Galles che fu distrutta da un'inondazione nel 1965, e "Capel Bethania", una canzone intitolata a una cappella demolito nel 1991.

## Tracce
1. 09:13 – 7:03
2. Phantom Brickworks – 13:47
3. Pantglas – 4:31
4. Phantom Brickworks II – 16:44
5. Capel Celyn – 8:12
6. Phantom Brickworks III – 9:27
7. Ivy Charcoal – 2:03
8. Branch Line – 8:42
9. Capel Bethania – 2:44